# Jason Myslicki
Jason Myslicki (né le 14 décembre 1977 à Thunder Bay) est un sauteur à ski et spécialiste du combiné nordique canadien.

## Biographie
Jason Myslicki est repéré par l'équipe nationale à l'âge de 14 ans, il participe ensuite aux Championnats du monde 1995 en saut à ski. Il opte pour le combiné nordique en 1998 et est sélectionné pour les Championnats du monde 1999. En Coupe du monde, il marque ses premiers points en novembre 2003.
En 2006, il concourt à ses premiers Jeux olympiques à l'occasion de l'édition de Turin, obtenant deux 41e places. Il avait subi à l'approche de l'événement des opérations à l'épaule et au genou. Il se retire du combiné nordique après les Jeux et se met à pratiquer le patinage de vitesse en compétition pendant huit mois. Il fait son retour au combiné nordique en 2008 dans l'optique des Jeux olympiques 2010 à Vancouver. En 2009, il améliore son meilleur résultat en Coupe du monde avec une 23e place à Chaux-Neuve.
Aux Jeux olympiques de Vancouver, il signe les 44e et 45e positions des compétitions individuelles. Il prend sa retraite sportive à l'issue de la saison 2009-2010.
Il étudie ensuite la kinésiologie à l'Université de Calgary.

## Palmarès

### Jeux olympiques
| Épreuve / Édition | Épreuve / Édition | Turin 2006 | Vancouver 2010 |
| Sprint            | Sprint            | 41e        |                |
| Gundersen         | PT                | 41e        | 45e            |
| Gundersen         | GT                |            | 44e            |

### Championnats du monde
| Épreuve / Édition | Épreuve / Édition | Épreuve / Édition | Thunder Bay 1995 | Ramsau 1999 | Lahti 2001 | Val di Fiemme 2003 | Liberec 2009 |
| Combiné nordique  |                   |                   |                  |             |            |                    |              |
| Sprint            | Sprint            |                   | 41e              | 34e         | 33e        |                    |              |
| Gundersen         | PT                |                   | 49e              | 46e         | 39e        | 42e                |              |
| Gundersen         | GT                |                   |                  |             |            | 37e                |              |
| Saut à ski        | PT                | PT                | 39e              |             |            |                    |              |
| Saut à ski        | GT                | GT                | 48e              |             |            |                    |              |

### Coupe du monde
- Meilleur classement général : 58e en 2004.
- Meilleur résultat : 23e.

### Coupe du monde B
- 4 podiums dont une victoire en 2002.